# Ammannia elata
Ammannia elata là một loài thực vật có hoa trong họ Lythraceae. Loài này được A.Fern. mô tả khoa học đầu tiên năm 1974.